# Чемпіонат УРСР із шахів 1977 (жінки)
37-й чемпіонат України із шахів серед жінок, що проходив з 8 по 17 березня 1977 року у Львові.

## Загальна інформація
Головний суддя — З. Міньковський (суддя всесоюзної категорія, Київ), заступники головного судді — Олександр Мельников (суддя всесоюзної категорії, Львів) та Леонід Теодорович (суддя 1 категорії, Львів), головний секретар — Микола Саушкін (суддя республіканської категорії, Львів).
Турнір проходив за швейцарською системою у 9 турів за участі 28 шахісток, у тому числі три учасниці з найвищим рейтингом серед українських шахісток (Літинська, Семенова, Муленко).
Чемпіонкою України вдруге стала міжнародний гросмейстер серед жінок Марта Літинська зі Львова. Її результат 7 очок з 9 можливих. Найрейтинговішій українській шахістці (станом на 01.01.1977 р. Літинська посідала 10 місце у світовому рейтингу) перемога далася нелегко, після гострої боротьби за лідерство, яким зі старту володіла молода Наталія Гасюнас (Житомир). Лише осічка молодої шахістки в передостанньому турі проти Острій, де Гасюнас могла виграти одним ходом, але в цейтноті, віддала ціле очко, дозволила Літинській фінішувати першою.
Гасюнас та ще троє шахісток у підсумку набрали по 6½ очок, але завдяки додатковим показникам, житомирянці дісталася срібна нагорода. Бронзову нагороду завоювала киянка Лідія Семенова (14-та у світовому рейтингу), яка після стартових знегод взяла себе в руки й фінішувала двома перемогами (над Муленко і Москальковою). Ірина Острій та Наталія Ручйова посіли 4-те та 5-те місця відповідно.
Не надто щастило на турнірі минулорічній чемпіонці Лідії Муленко (30-та у світовому рейтингу), у підсумку лише сьомий результат.
За винятком Ручйової, юні шахістки поводилися в турнірі надто несміливо. Зоя Лельчук, приміром, виступила навіть гірше, ніж позаторік, коли вона стала сьомою, зробивши багатообіцяючу заявку на майбутнє.
Зі 126 зіграних на турнірі партій — 94 закінчилися перемогою однієї зі сторін (74,6 %), внічию завершилися 32 партії.

### Регламент
1. Турнір проходив у приміщенні Львівського республіканського шахового клубу (м.Львів, площа Ринок, 8);

2. Ігри проводилися за швейцарською системою за участі 28 шахісток відповідно до правил Шахового Кодексу СРСР;

3. Відкриття турніру 8 березня о 10:00, початок партій о 10:00, тривалість туру — 6 годин. Закриття турніру — 17 березня. 

4. Контроль часу — 120 хвилин на перші 40 ходів плюс 60 хвилин до закінчення партії з накопиченням часу;

5. Переможниця змагання визначається за кількість набраних очок;

6. У разі рівності очок у двох або більше учасників місця визначаються (у порядку пріоритетів) за наступними додатковими показниками:
- дод 1 — за системою коефіцієнтів Бухгольца;
- дод 2 — кількість виграних партій;
- дод 3 — результат особистої зустрічі;

7. Переможниця турніру нагороджується дипломом 1-ї ступені, золотою медалю та цінним призом, а також звання чемпіонки республіки. 

8. Учасниці зобов'язані проводити запис партії, як під час основного, так і додаткового контролю часу. Припинення запису допускається, якщо у учасниці залишилося менше 5 хвилин до падіння контрольного прапорця.

9. У випадку, якщо учасниця, яка має явну перевагу під час додаткового контролю, пропонує нічию, а її суперниця грає лише на час, суддівська колегія залишає за собою право зафіксувати нічию.

## Підсумкова таблиця

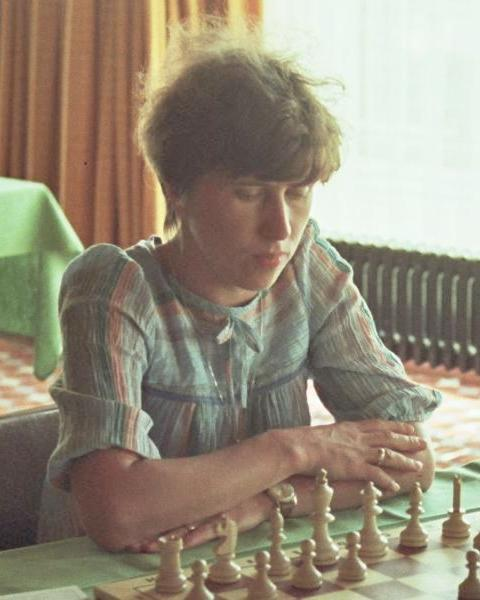
Переможниця турніру — Марта Літинська (фото 1982 року)

| №  | Шахістка                          | Місто            | Звання (розряд) |  | 1   | 2   | 3   | 4   | 5   | 6   | 7   | 8   | 9   |  | + | − | = | Очки | Місце  |
| -- | --------------------------------- | ---------------- | --------------- |  | --- | --- | --- | --- | --- | --- | --- | --- | --- |  | - | - | - | ---- | ------ |
| 1  | Марта Літинська                   | Львів            | гр              |  | =20 | +13 | +8  | +15 | =2  | +7  | +3  | =6  | =4  |  | 5 | 0 | 4 | 7    | Gold   |
| 2  | Наталія Гасюнас                   | Житомир          | кмс             |  | +8  | +24 | +21 | +5  | =1  | =3  | =6  | −4  | +10 |  | 5 | 1 | 3 | 6½   | Silver |
| 3  | Лідія Семенова                    | Київ             | мм              |  | −14 | +19 | +25 | +10 | +4  | =2  | −1  | +7  | +6  |  | 6 | 2 | 1 | 6½   | Bronze |
| 4  | Ірина Острій                      | Київ             | кмс             |  | +18 | −7  | +22 | +24 | −3  | +19 | +15 | +2  | =1  |  | 6 | 2 | 1 | 6½   | 4      |
| 5  | Наталія Ручйова                   | Київ             | кмс             |  | =10 | +26 | +14 | −2  | −7  | +23 | +21 | +19 | +15 |  | 6 | 2 | 1 | 6½   | 5      |
| 6  | Н. Москалькова                    | Київ             | 1               |  | =8  | +23 | =10 | +7  | =11 | +9  | =2  | =1  | −3  |  | 3 | 1 | 5 | 5½   | 6      |
| 7  | Лідія Муленко                     | Запоріжжя        | мс              |  | +22 | +4  | =15 | −6  | +5  | −1  | +24 | −3  | +12 |  | 5 | 3 | 1 | 5½   | 7      |
| 8  | Поліна Кагановська                | Київ             | 1               |  | =6  | +12 | −1  | =14 | =23 | +17 | =10 | =15 | +19 |  | 3 | 1 | 5 | 5½   | 8      |
| 9  | Тетяна Ястребова                  | Черкаси          | 1               |  | −2  | +18 | +27 | =23 | =21 | −6  | =12 | +24 | +16 |  | 4 | 2 | 3 | 5½   | 9      |
| 10 | Зоя Лельчук                       | Львів            | 1               |  | =5  | +11 | =6  | −3  | =15 | +22 | =8  | +20 | −2  |  | 3 | 2 | 4 | 5    | 10     |
| 11 | Раїса Вапнична                    | Чернівці         | кмс             |  | +27 | −7  | =17 | +12 | =6  | −15 | −19 | +25 | +20 |  | 4 | 3 | 2 | 5    | 11     |
| 12 | Віра Абадан                       | Львів            | 1               |  | =23 | −8  | +26 | −11 | =20 | +14 | =9  | +18 | −17 |  | 3 | 3 | 3 | 4½   | 12—17  |
| 13 | Фаїна Гершман                     | Кіровоград       | кмс             |  | =26 | −1  | −23 | +28 | −17 | =18 | +27 | =14 | +21 |  | 3 | 3 | 3 | 4½   | 12—17  |
| 14 | Ела Карт                          | Львів            | 1               |  | +3  | =21 | −5  | =8  | −24 | −12 | +26 | =13 | +27 |  | 3 | 3 | 3 | 4½   | 12—17  |
| 15 | Алла Савон                        | Харків           | 1               |  | +17 | +25 | =7  | −1  | =10 | +11 | −4  | =8  | −5  |  | 3 | 3 | 3 | 4½   | 12—17  |
| 16 | Л. Танчик                         | Жданов           | 1               |  | −24 | −22 | −18 | =26 | +28 | +27 | +17 | +21 | −9  |  | 4 | 4 | 1 | 4½   | 12—17  |
| 17 | Регіна Шинкаревська (Ягнятинська) | Одеса            | кмс             |  | −15 | +20 | =11 | −21 | +13 | −8  | −16 | +22 | +24 |  | 4 | 4 | 1 | 4½   | 12—17  |
| 18 | О. Барсова                        | Львів            | 1               |  | −4  | −9  | +16 | −19 | =27 | =13 | +28 | −12 | +23 |  | 3 | 4 | 2 | 4    | 18—20  |
| 19 | Тамара Дмітрієва                  | Тернопіль        | кмс             |  | −21 | −3  | +28 | +18 | +25 | −4  | +11 | −5  | −8  |  | 4 | 5 | 0 | 4    | 18—20  |
| 20 | Ніна Зенова                       | Херсон           | 1               |  | =1  | −17 | −24 | +22 | =12 | +25 | +23 | −10 | −11 |  | 3 | 4 | 2 | 4    | 18—20  |
| 21 | М. Краснер                        | Одеса            | 1               |  | +19 | =14 | −2  | +17 | =9  | =24 | −5  | −16 | −13 |  | 2 | 4 | 3 | 3½   | 21—24  |
| 22 | Т. Марчук                         | Вінниця          | 1               |  | −7  | +16 | −4  | −20 | +26 | −10 | =25 | −17 | +28 |  | 3 | 5 | 1 | 3½   | 21—24  |
| 23 | С. Моргенштерн                    | Чернівці         | 1               |  | =12 | −6  | +13 | =9  | =8  | −5  | −20 | +28 | −18 |  | 2 | 4 | 3 | 3½   | 21—24  |
| 24 | Л. Саричева                       | Донецьк          | 1               |  | +16 | −2  | +20 | −4  | +14 | =21 | −7  | −9  | −17 |  | 3 | 5 | 1 | 3½   | 21—24  |
| 25 | Людмила Матвієнко (Фоміних)       | Дніпропетровськ  | 1               |  | +28 | −15 | −3  | +27 | −19 | −20 | =22 | −11 | =26 |  | 2 | 5 | 2 | 3    | 25—26  |
| 26 | О. Найда                          | Полтава          | 1               |  | =13 | −5  | −12 | =16 | −22 | +28 | −14 | =27 | =25 |  | 1 | 4 | 4 | 3    | 25—26  |
| 27 | Олена Топчієва                    | Кримська область | кмс             |  | −11 | +28 | −9  | −25 | =18 | −16 | −13 | =26 | −14 |  | 1 | 6 | 2 | 2    | 27     |
| 28 | О. Зинов'єва                      | Івано-Франківськ | 2               |  | −25 | −27 | −19 | −13 | −16 | −26 | −18 | −23 | −22 |  | 0 | 9 | 0 | 0    | 28     |